# 考特妮·汤普森
考特妮·汤普森（英語：Courtney Thompson，1984年11月4日—），美国女子排球运动员。她曾代表美国国家队参加2012年和2016年夏季奥林匹克运动会排球比赛，获得一枚银牌和一枚铜牌。